# Zeeklit
De zeeklit, hartegel of hartvormige zeeklit, Echinocardium cordatum (Pennant, 1777), is een zee-egel die ingegraven in het zand leeft.

## Kenmerken
De zeeklit wordt tot 6 centimeter groot, en is bezet met korte grijze stekels.
Bouw schelp
Er is bijzondere interesse in hun schelp omdat deze heel dun en toch verhoudingsgewijs sterk is. Deze bestaat uit slecht 30% materiaal door de vele microscopisch kleine gaten. Door filamenten van calciumcarbonaat wordt dit versterkt. Per mm³ zitten er 50 000 tot soms 150 000 filamenten. Hierdoor is de schelp bijzonder licht maar toch stevig. 

## Verspreiding en leefgebied
Hij komt algemeen voor in zandbodems van de Noordzee, van Noordwest-Frankrijk tot Noorwegen, en in de gehele Middellandse Zee.

## Leefwijze
De zeeklit leeft tot 20 cm diep ingegraven in de zachte zeebodem en kan zich daar ook voortbewegen. Voorbeweging doen ze al gravend met hun stekels aan een snelheid van 8 cm per uur. De wand van de gang wordt bekleed met slijm om te vermijden dat hij instort. Vaak vestigen de dieren zich in kolonies van wel 20 exemplaren per vierkante meter. Speciale voetjes van het watervaatstelsel houden een tot 15 cm lange buis naar het bodemoppervlak open, waardoor zuurstofrijk water langs het dier kan stromen.

## Voortplanting
Hun voortplantingcyclus is niet regelmatig en kan ene jaar overslaan. Ze lozen hun eitjes en zaadje vrij in het water. Als de gameten elkaar vinden dan ontwikkelt zich een larve. De larve leeft een korte tijd vrij in het water. Tijden sde bodemfase groeien ze 2 cm per jaar tot ongeveer 6 centimeter.

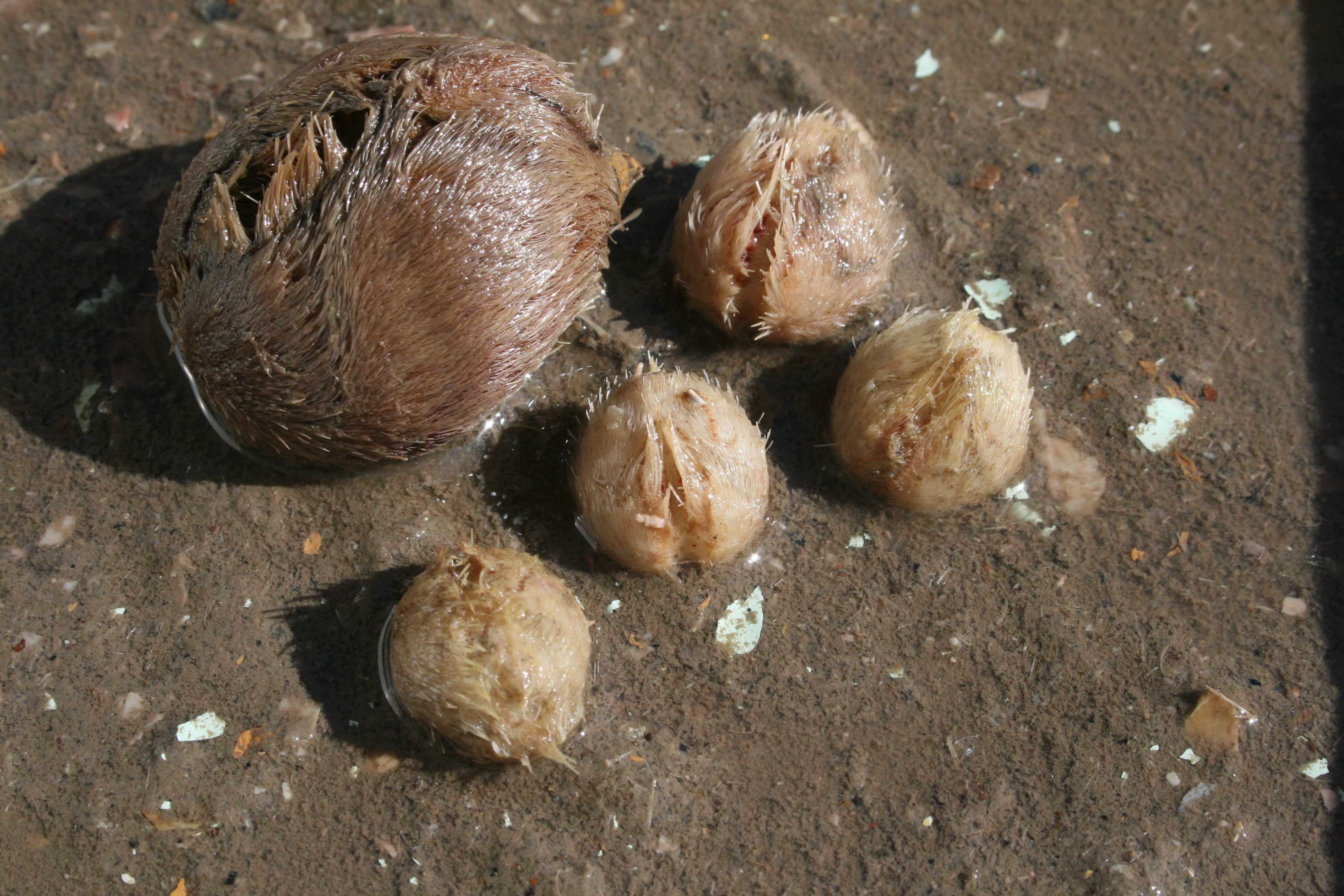
Vers aangepoeld, nog met stekels
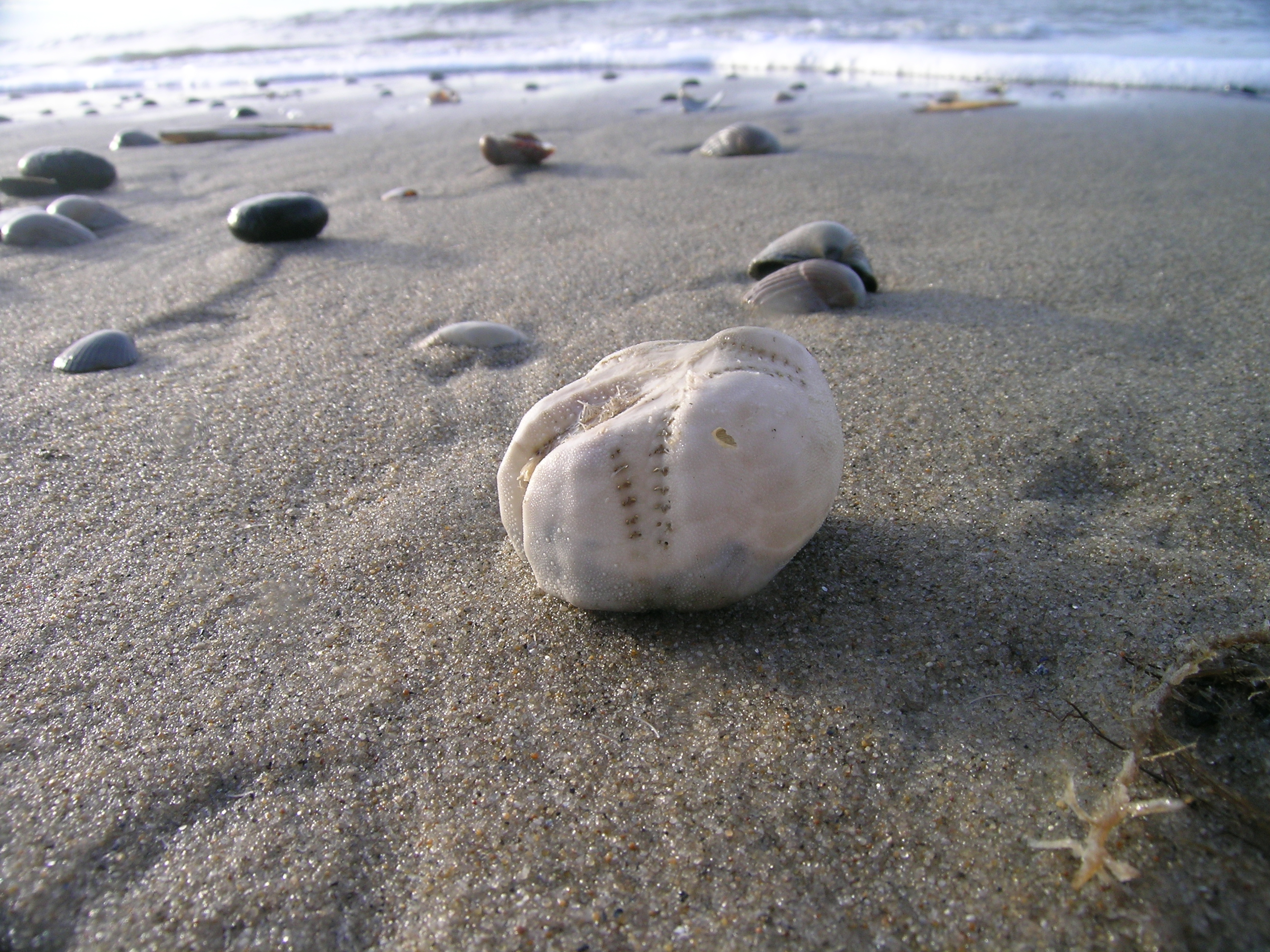
Skelet
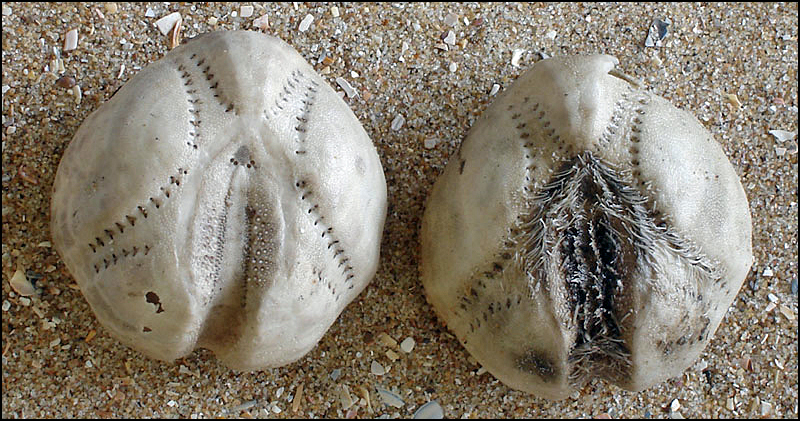
Aangespoelde zeeklitten
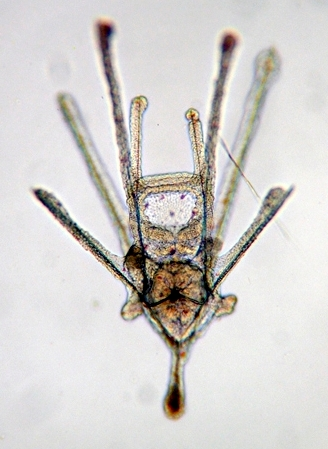
Pluteus-larve, ongeveer 0,6 mm groot